# 鄭漢溶
鄭漢溶（1954年6月22日—），韓國男演員。1979年TBC第23期藝人選拔出身。1996年走入政壇，當選第15屆國會議員，但在2000年退出政壇，重回演藝圈。

## 演出作品

### 電視劇
- 1987年：KBS《慾望聲明》
- 1989年：KBS《一半失敗》
- 1990年：KBS《被清除的女人》
- 2003年：SBS《興夫家葫蘆開了》
- 2003年：SBS《天國的階梯》飾演 韓弼修
- 2004年：KBS《愛情的條件》飾演 盧瑪振
- 2004年：MBC《英雄時代》
- 2005年：MBC《姊妹海》
- 2006年：KBS《漢城1945》
- 2006年：SBS《遊戲女王》
- 2006年：MBC《飛越彩虹》
- 2006年：KBS《再見先生》
- 2007年：MBC《白色巨塔》飾演 閔忠植
- 2007年：KBS《比天高比地厚》飾演 金泰植
- 2008年：MBC《不要動搖》飾演 韓鎮豪
- 2008年：MBC《我的女人》飾演 張忠翰
- 2009年：MBC《不能停止》飾演 盧萬在
- 2009年：KBS《特務情人IRIS》飾演 鄭亨俊
- 2010年：KBS《富翁的誕生》飾演 康佑父
- 2010年：MBC《被稱為神的男子》
- 2010年：KBS《總統》飾演 李修明
- 2010年：SBS《雅典娜：戰爭女神》飾演 鄭亨俊
- 2011年：KBS《只有你》飾演 紀福南
- 2012年：JTBC《妻子的資格》飾演 賢太父
- 2012年：JTBC《給親愛的你》飾演 白忠哲
- 2013年：SBS《你的女人》飾演 姜萬福
- 2013年：SBS《黃金帝國》飾演 崔東鎮
- 2013年：JTBC《你鄰居的妻子》飾演 副院長
- 2013年：MBC《閃耀的羅曼史》飾演 姜大風
- 2014年：MBC《改過遷善》飾演 權在尹
- 2014年：KBS《我的愛屬於你》飾演 李炳泰
- 2015年：MBC Drama《太陽的都市》飾演 裴明帝
- 2015年：SBS《魔女之城》飾演 孔南樹
- 2016年：KBS《蔣英實》飾演 黃喜
- 2016年：MBC《不夜城》飾演 朴武日
- 2016年：KBS《再次，初戀》飾演 車德裴
- 2017年：KBS《我男人的秘密》飾演 奇羅成
- 2017年：SBS《疑問的一勝》
- 2018年：KBS《我們遇見的奇蹟》飾演 金相祖
- 2019年：KBS《太陽的季節》飾演 張月千
- 2020年：KBS《不管誰說什麼》飾演 李孟秀
- 2022年：MBC《秘密之家》飾演 金昌燮（特別出演）
- 2023年：MBC《天空的因緣》飾演 全尚哲
- 2023年：MBC《戀人》飾演 宋秋

### 電影
- 2004年：《Dalmaya Seoul Gaja》
- 2006年：《Fly High》
- 2010年：《平行理論》
- 2012年：《R2B：返回基地》
- 2019年：《鬼神的香氣（朝鲜语：귀신의 향기）》飾演 警備朴氏（友情出演）